# Hockey Series Masculino de 2018-19
O Hockey Series Masculino de 2018-19 foi a primeira edição desta competição de hóquei sobre a grama. Sua disputa se estendeu desde junho de 2018 até junho de 2019.
Esta competição, dividida em duas fases com vários eventos, destinou seis vagas para os qualificatórios aos Jogos Olímpicos de 2020, a serem celebrados em Tóquio, capital do Japão.

## Formato
O Hockey Series foi destinado para as seleções que não disputaram a Liga Profissional de Hóquei (em inglês: Hockey Pro League - HPL).
A presente competição foi dividida em duas fases, nomeadas como Open (com oito eventos) e Finals (com três eventos). Da etapa inaugural, quinze seleções se classificaram para as disputas finais, que contaram com um total de vinte e quatro participantes, outorgando as seis vagas para o qualificatório visando a participação em Tóquio-2020.

## Hockey Series Open
Os eventos da primeira fase desta competição seguem-se abaixo.
| Datas                                | Local                 | Equipes                                                                 | Hockey Series Finals Vagas | Hockey Series Finals Qualificado(s) | Referências                                             |
| ------------------------------------ | --------------------- | ----------------------------------------------------------------------- | -------------------------- | ----------------------------------- | ------------------------------------------------------- |
| 5 a 10 de junho de 2018              | Salamanca, México     | Costa Rica · Estados Unidos · México · Panamá · Porto Rico              | 2                          | México Estados Unidos               | [ 4 ]                                                   |
| 23 de junho a 1 de julho de 2018     | Singapura             | Hong Kong · Indonésia · Myanmar · Singapura · Tailândia · Taipé Chinesa | 1                          | Singapura Tailândia                 | [ 5 ] [ 6 ]                                             |
| 25 a 30 de junho de 2018             | Zagreb, Croácia       | Áustria · Croácia · Eslováquia · País de Gales · Suíça                  | 2                          | Áustria País de Gales               | [ 7 ]                                                   |
| 15 a 18 de agosto de 2018            | Port Vila, Vanuatu    | Fiji · Ilhas Salomão · Tonga · Vanuatu                                  | 1                          | Vanuatu                             | [ 1 ] [ 8 ] [ 9 ]                                       |
| 28 de agosto a 2 de setembro de 2018 | Gniezno, Polônia      | Chipre · Itália · Lituânia · Polónia · Chéquia · Ucrânia                | 2                          | Itália Polônia                      | [ 10 ] [ 11 ]                                           |
| 4 a 9 de setembro de 2018            | Lousada, Portugal     | Bielorrússia · Escócia · Gibraltar · Portugal · Rússia · Turquia        | 2                          | Escócia Rússia                      | [ 12 ] [ 13 ] [ 14 ] [ 15 ]                             |
| 18 a 23 de setembro de 2018          | Santiago, Chile       | Bolívia · Brasil · Chile · Peru · Uruguai · Venezuela                   | 2                          | Brasil Chile                        | [ 16 ] [ 17 ] [ 18 ] [ 19 ] [ 20 ] [ 21 ] [ 22 ] [ 23 ] |
| 25 a 30 de setembro de 2018          | Lahore, Paquistão     | Afeganistão · Bangladesh · Catar · Cazaquistão · Omã · Sri Lanka        | 2                          | cancelado                           | [ 1 ] [ 24 ] [ 25 ] [ 26 ] [ 27 ]                       |
| 7 a 9 de dezembro de 2018            | Bulawayo, Zimbabwe    | Egito · Namíbia · Zâmbia · Zimbabwe                                     | 1                          | Egito                               | [ 28 ] [ 29 ] [ 30 ] [ 31 ]                             |
| 17 a 22 de dezembro de 2018          | Lahore, Paquistão     | Afeganistão · Cazaquistão · Nepal · Uzbequistão                         | 1                          | Uzbequistão                         | [ 32 ] [ 33 ] [ 34 ] [ 35 ] [ 36 ]                      |
| Selecionadas pela FIH                | Selecionadas pela FIH | Selecionadas pela FIH                                                   | 2                          | Bielorrússia Ucrânia                | [ 37 ] [ 38 ]                                           |

- Observação: o evento em Lahore, previsto para ser realizado em setembro de 2018 no Paquistão, foi cancelado em razão das equipes que iriam dele participar terem negado viajar ao país sede (sob a alegação de questões financeiras e de segurança).[27]

## Hockey Series Finals
As equipes qualificadas para a fase final da competição encontram-se abaixo, bem como os três eventos da mesma.

### Equipes classificadas
| Método          | Seleções       | Seleções      | Seleções      |
| --------------- | -------------- | ------------- | ------------- |
| via Ranking FIH | Índia          | Irlanda       | Canadá        |
| via Ranking FIH | Malásia        | Coreia do Sul | África do Sul |
| via Ranking FIH | França         | Japão         | China         |
| via Ranking FIH | Ucrânia        | Bielorrússia  | -             |
| via Series Open | Estados Unidos | México        | Singapura     |
| via Series Open | Áustria        | País de Gales | Vanuatu       |
| via Series Open | Itália         | Polônia       | Escócia       |
| via Series Open | Rússia         | Brasil        | Chile         |
| via Series Open | Egito          | Uzbequistão   | -             |

### Composição dos grupos e sedes
| Datas                           | Local                 | Equipes qualificadas                 | Equipes qualificadas                             | Qualificação Olímpica Vagas por evento | Qualificação Olímpica Classificados por evento | Referências                               |
| Datas                           | Local                 | Ranking FIH                          | Hockey Series Open                               | Qualificação Olímpica Vagas por evento | Qualificação Olímpica Classificados por evento | Referências                               |
| ------------------------------- | --------------------- | ------------------------------------ | ------------------------------------------------ | -------------------------------------- | ---------------------------------------------- | ----------------------------------------- |
| 26 de abril a 4 de maio de 2019 | Kuala Lumpur, Malásia | Bielorrússia Canadá China Malásia    | Áustria Brasil Itália País de Gales Vanuatu      | 2                                      | Canadá Malásia                                 | [ 37 ] [ 39 ] [ 42 ] [ 43 ] [ 44 ] [ 45 ] |
| 6 a 15 de junho de 2019         | Bhubaneswar, Índia    | África do Sul Índia Japão            | Estados Unidos México Polônia Rússia Uzbequistão | 2                                      | África do Sul Índia                            | [ 37 ] [ 39 ] [ 46 ]                      |
| 15 a 23 de junho de 2019        | Le Touquet, França    | Coreia do Sul França Irlanda Ucrânia | Chile Egito Escócia Singapura                    | 2                                      | França Irlanda                                 | [ 37 ] [ 39 ] [ 47 ] [ 48 ]               |

Considerações gerais:
- Ucrânia: classificada para o Hockey Series Finals por ser a seleção de melhor ranqueamento na FIH, sem ter qualificado-se ao mesmo previamente.
- Bielorrússia: assumiu a vaga que pertencia a Vanuatu.
- Escócia e País de Gales: não podem avançar ao qualificatório olímpico, uma vez que a Inglaterra é o país nominado para a representação olímpica do Reino Unido.
- Japão: não pode avançar ao qualificatório olímpico, uma vez que é o atual campeão da modalidade nos Jogos Asiáticos, além de ser o país sede dos Jogos Olímpicos de 2020.